# Schellenberg
Schellenberg (im liechtensteinischen Dialekt Schällabärg ausgesprochen) ist eine Gemeinde im Unterland des Fürstentums Liechtenstein. Sie ist flächenmässig die kleinste Gemeinde des Fürstentums und liegt im Norden des Landes auf verkehrsarmer Höhenlage des gleichnamigen Berges. Schellenberg bietet einen Ausblick in das obere Rheintal.

## Geschichte
Besiedelt ist der Berg Schellenberg (auch Eschnerberg genannt) seit etwa 3000 v. Chr. Fundstücke von der Grabungsstätte Borscht am höchstgelegenen Punkt, dem Gantenstein, belegen dies.
Die Herren von Schellenberg hatten ihren Stammsitz im oberen Isartal und liessen sich auf dem Eschnerberg nieder, der heute nach ihrem Familiennamen genannt wird. Sie erbauten dort in der ersten Hälfte des 12. Jahrhunderts die Obere Burg Schellenberg.
Die Stammburg der Freiherren von Brandis liegt im Kanton Bern, bei Lützelflüh im Emmental.
Wolfhart I. von Brandis heiratete Agnes von Montfort-Feldkirch, die Witwe des Grafen Hartmann III. von Sargans-Vaduz.
Der letzte seiner drei kinderlosen Söhne, Bischof von Chur, verpfändete die Grafschaft Vaduz und die Besitzungen auf dem Schellenberg an seine Halbbrüder Ulrich Thüring und Wolfhart II. von Brandis.
Er löste das Pfand nicht mehr ein, und nach seinem Tode waren die Brandiser in vollem Besitz des Landes.

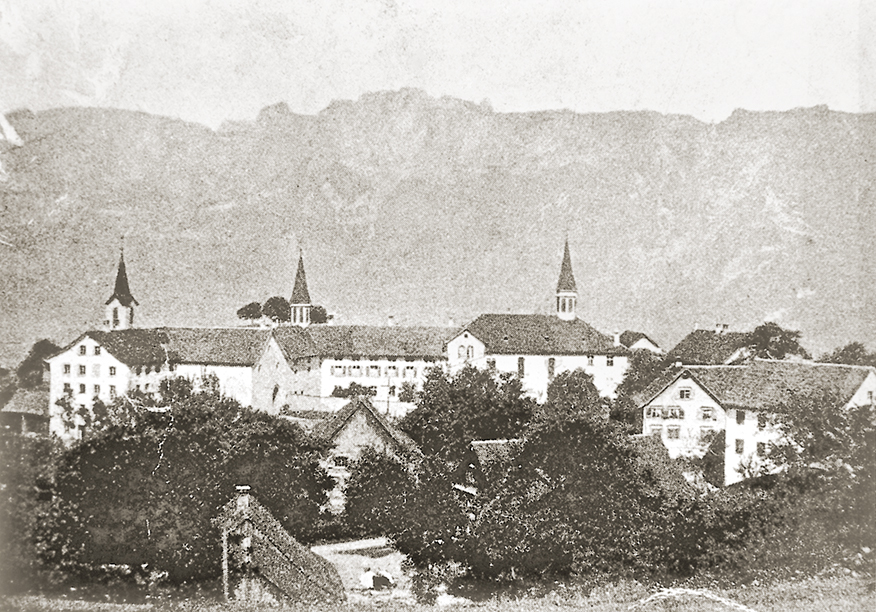
Kloster Schellenberg, vor 1910. Das linke Glockentürmchen gehört zur alten Kirche Schellenberg.

1434 wurde der letzte Teil des Gebietes auf dem Schellenberg erworben, und seither sind in der Vereinigung der Grafschaft Vaduz und der Herrschaft Schellenberg die Landesgrenzen unverändert.
Der letzte Spross des Geschlechts, Johannes von Brandis, musste wegen finanzieller Schwierigkeiten 1509 die Herrschaft Maienfeld an die Drei Bünde verkaufen, 1510 noch Schellenberg, Vaduz und Blumenegg an Rudolf V. von Sulz.
Graf Kaspar von Hohenems erwarb 1613 von den Grafen von Sulz die Grafschaft Vaduz und die Herrschaft Schellenberg. Es entstanden 1646 die Herrschaften Hohenems-Lustenau und Hohenems-Vaduz. 1759 starben mit Franz Wilhelm III. die Grafen von Hohenems im Mannesstamm aus und die Landeshoheit von Hohenems kam an Österreich.
Fürst Johann Adam Andreas von Liechtenstein (1657–1712) erwarb 1699 die reichsfreie Herrschaft Schellenberg.

## Bevölkerung
| Jahr      | 1960 | 1970 | 1980 | 1990 | 2000 | 2010  |
| --------- | ---- | ---- | ---- | ---- | ---- | ----- |
| Einwohner | 444  | 513  | 577  | 812  | 975  | 1'013 |

(31. Dezember 2010)

## Wappen
Das Wappen von Schellenberg ist von Schwarz und Gold dreimal geteilt, zuunterst mit Zinnenschnitt.
Es basiert auf dem Wappen der Herren von Schellenberg – von Schwarz und Gold dreimal geteilt und wurde 1340 eingetragen in der Zürcher Wappenrolle.

## Sehenswürdigkeiten

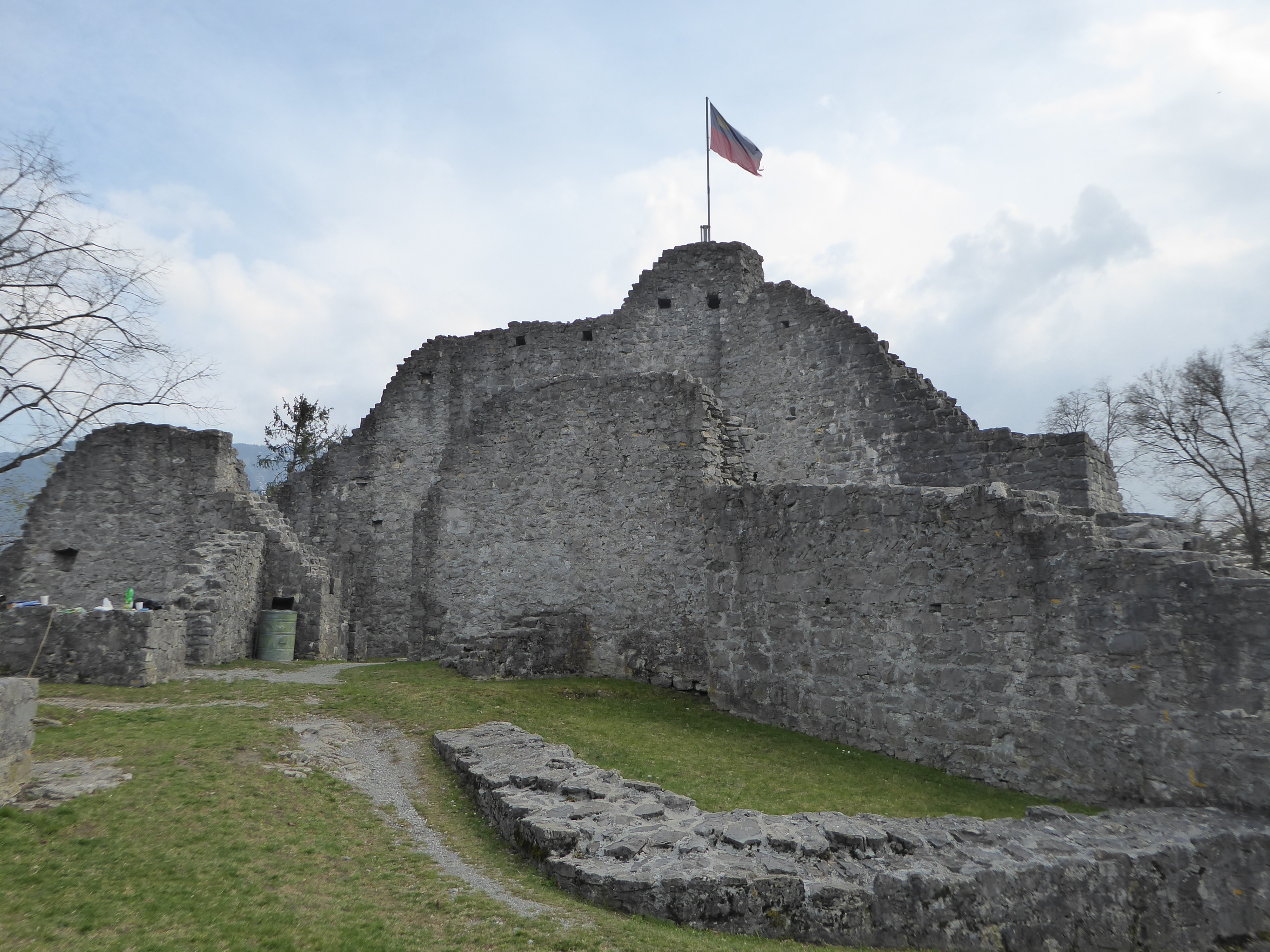
Ruine Ober-Schellenberg

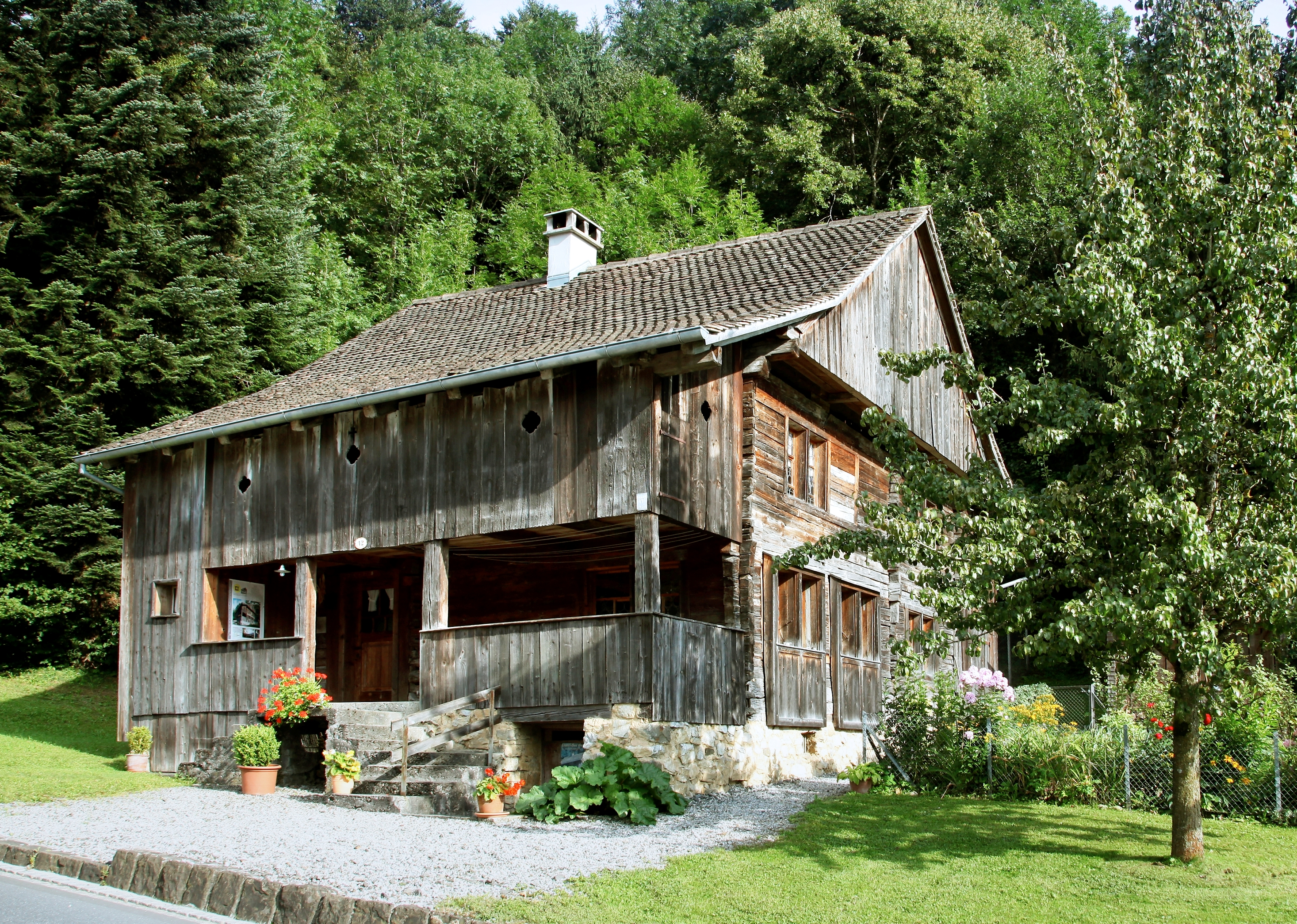
Biedermann-Haus

Pfarrkirche
Die Pfarrkirche im Ortsteil Mittelschellenberg entstand in den Jahren 1960–1963 und steht heute aufgrund ihrer architektonischen Bedeutung unter Denkmalschutz. Die Glocken des Kirchturmes wurden von der Familie Elkuch gespendet.
St.-Georgs-Kapelle
Diese Kapelle im Ortsteil Hinterschellenberg stammt ursprünglich aus der Zeit um 1700 und wurde in den Jahren 1980–1981 renoviert.
Nonnenkloster
Das Frauenkloster von der ewigen Anbetung des Kostbaren Blutes Christi wurde 1858 von Pater Franz Sales Brunner gegründet und prägt den Ortsteil Mittelschellenberg. Es beherbergt auch das Sekretariat des Erzbistums Vaduz und ist Wohnsitz von Erzbischof Wolfgang Haas.
Obere und Untere Burg Schellenberg (Burgruinen)
Die Obere Burg Schellenberg entstand ab 1200 und ist die grössere der beiden Anlagen. Im Appenzellerkrieg wurde die Burg wahrscheinlich zerstört und nachher wieder aufgebaut.
Die Untere Burg Schellenberg wurde um 1250 erbaut. Sie wird oft auch unter der Bezeichnung Altschellenberg geführt. Ausgrabungen ergaben aber, dass sie die jüngere der beiden Burgen ist. Das Missverständnis entstand wohl vor allem aufgrund des baulichen Zustands der Burgen.
Seit dem 16. Jahrhundert sind die Burgen nicht mehr bewohnt. Ab Mitte des 19. Jahrhunderts wurden sie als Steinbrüche (z. B. beim Bau der alten Pfarrkirche oder des Frauenklosters) benutzt. 1956 erhielt der Historische Verein die beiden verwachsenen Burgen von Fürst Franz Josef II. als Geschenk und erforscht und konserviert sie seitdem.
Biedermann-Haus
Das Biedermann-Haus ist ein Bauernhaus in Holzbauweise aus dem 16. Jahrhundert und vermittelt einen Eindruck der bäuerlichen Wohnkultur um 1900. Es ist gleichzeitig eine Aussenstelle des Landesmuseums in Vaduz.
Russen-Denkmal
Ein 1980 in Hinter-Schellenberg errichteter Gedenkstein mit Tafel erinnert an die Flucht der 1. Russischen Nationalarmee, einem mit der deutschen Wehrmacht kollaborierenden Verband, der via Fresch über die damalige Reichsgrenze nach Schellenberg floh und an die Gewährung von Asyl in Liechtenstein.
Historischer Höhenweg Eschnerberg
Der Wanderweg bietet neben schönen Aussichten auch Informationen zur Geschichte des Gebiets.

## Politik
Gemeindevorsteher ist Dietmar Lampert (VU). Beim zweiten Wahlgang am 2. April 2023 erhielt er 46,4 % der gültigen Stimmen. Er löste damit Norman Wohlwend (FBP) als Vorsteher Schellenbergs ab.
Der Gemeinderat Schellenbergs zählt acht Sitze. Bei der Gemeindewahl 2023 führte das Stimmenergebnis zu folgender Sitzverteilung:
| Fortschrittliche Bürgerpartei in Liechtenstein (FBP) | 4 Sitze |
| Vaterländische Union (VU)                            | 3 Sitze |
| Freie Liste (FL)                                     | 1 Sitz  |

Damit hat sich die Sitzverteilung gegenüber der vorherigen Wahl zunächst nicht geändert. Weiteres Mitglied ist aber der Gemeindevorsteher, der nun für Gleichstand von VU und FBP sorgt. Die Wahlbeteiligung lag 2023 bei 86,7 %.

## Bilder

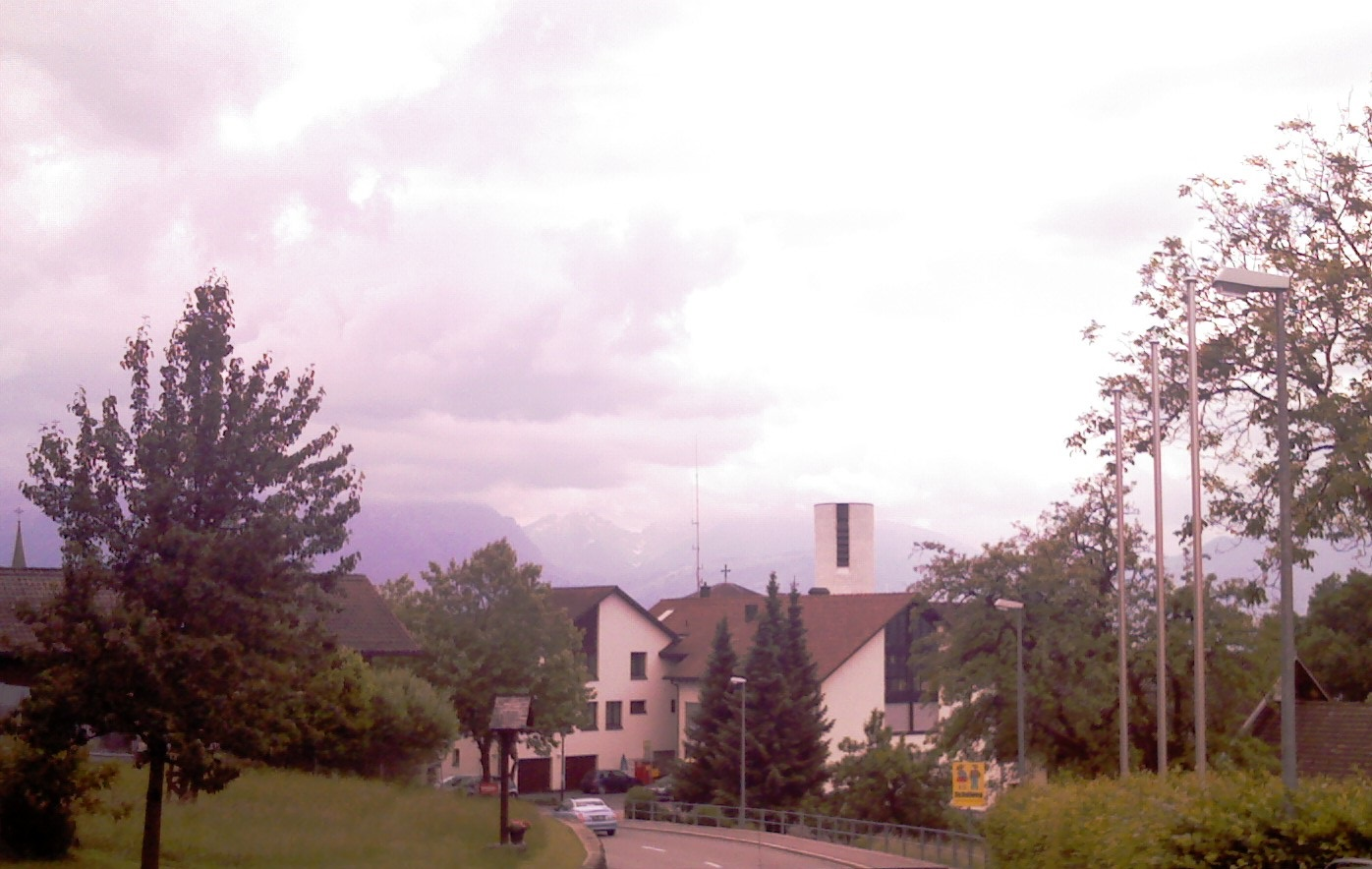
Schellenberg, hinter der Häuserzeile Turm der Pfarrkirche
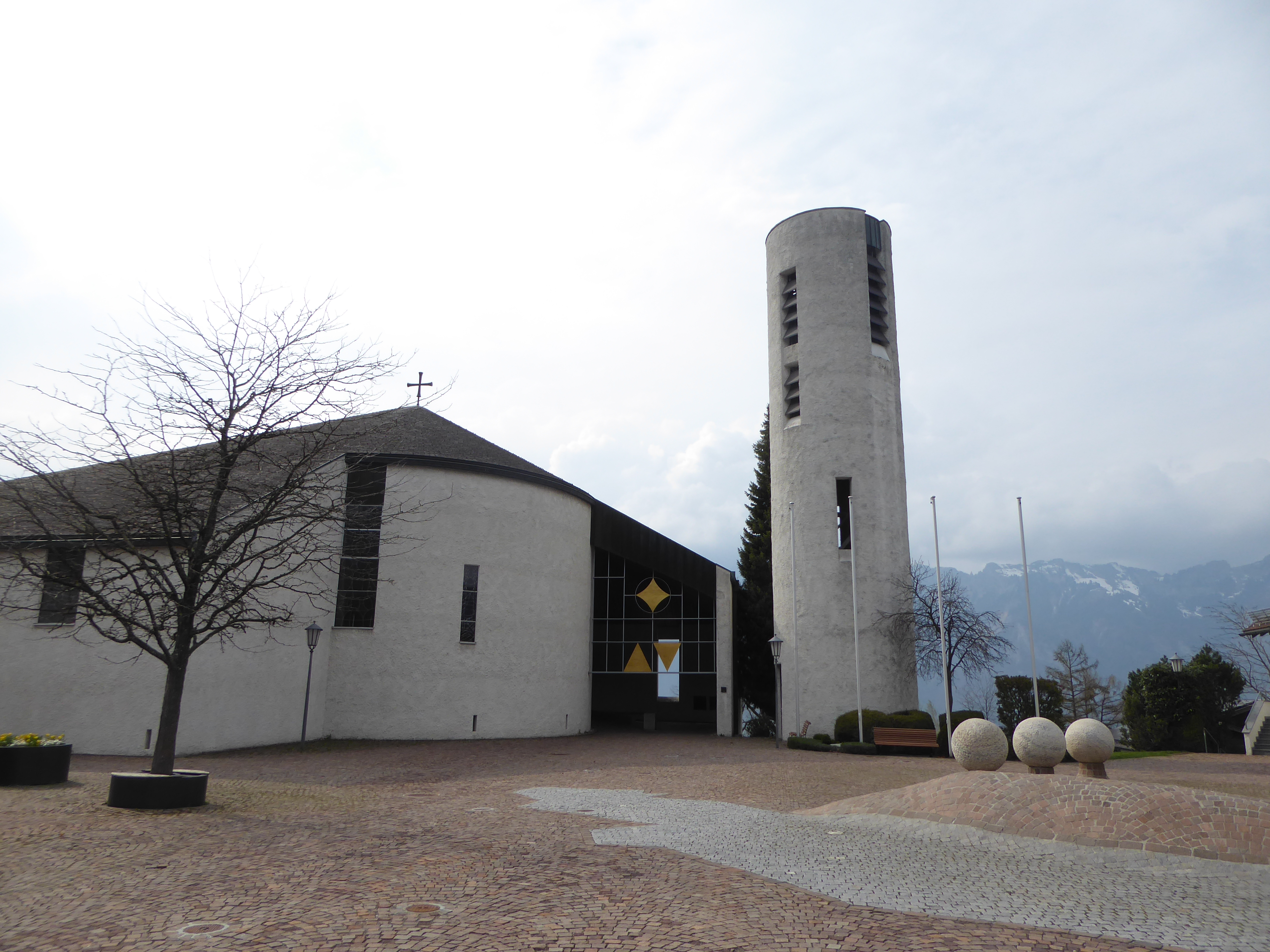
Pfarrkirche zum Unbefleckten Herzen Mariä
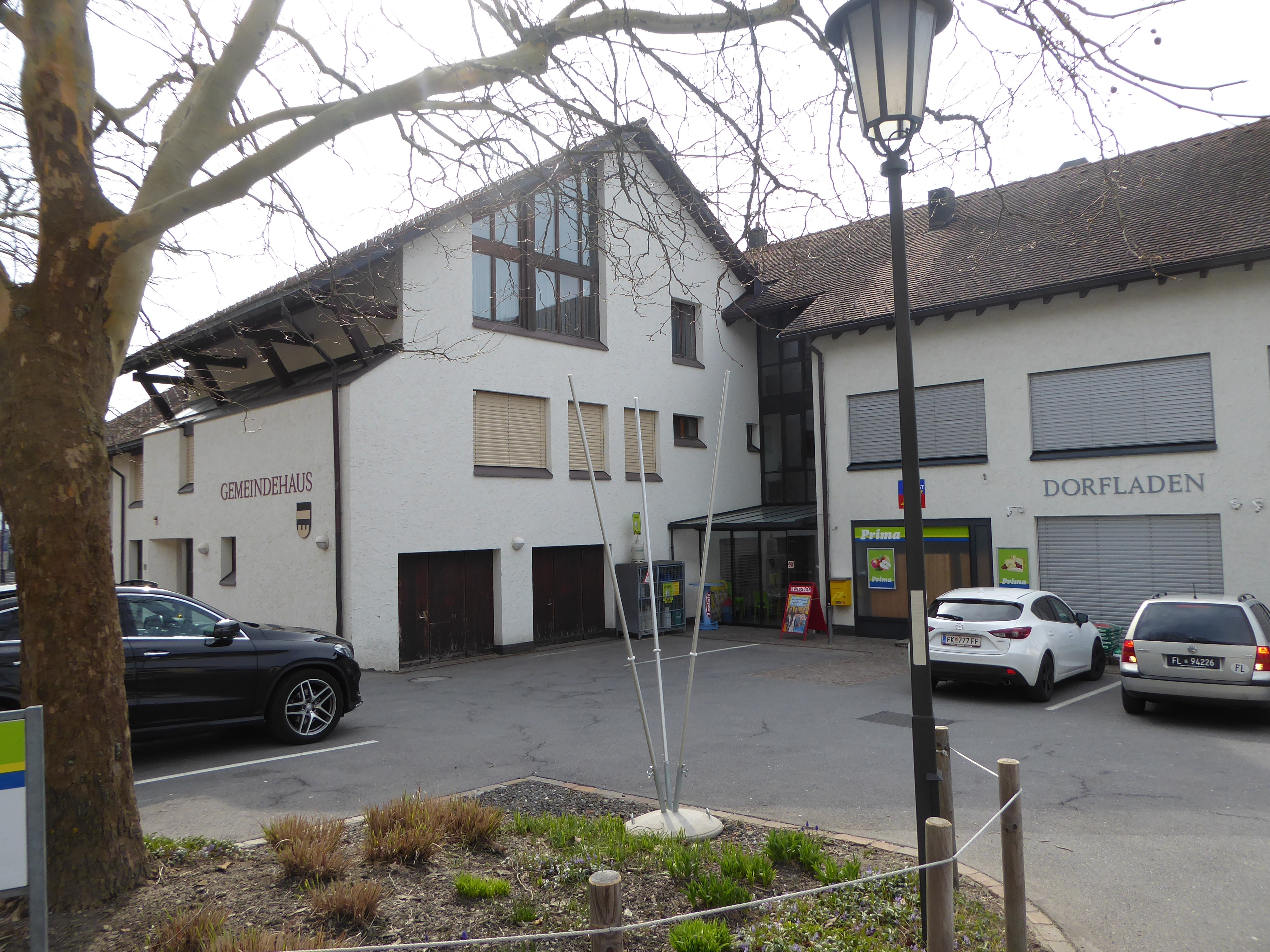
Gemeindehaus und Dorfladen
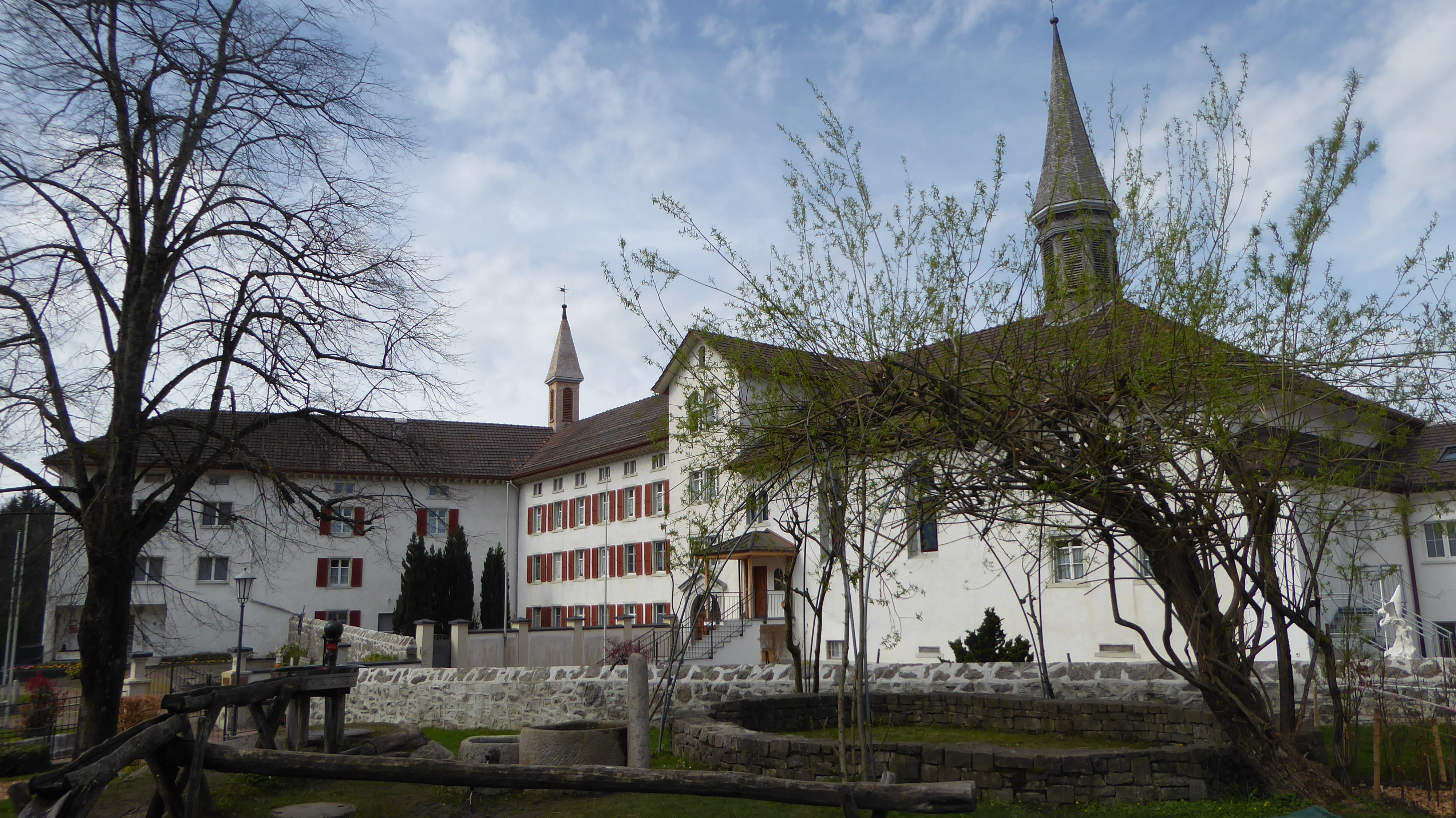
Kloster Schellenberg
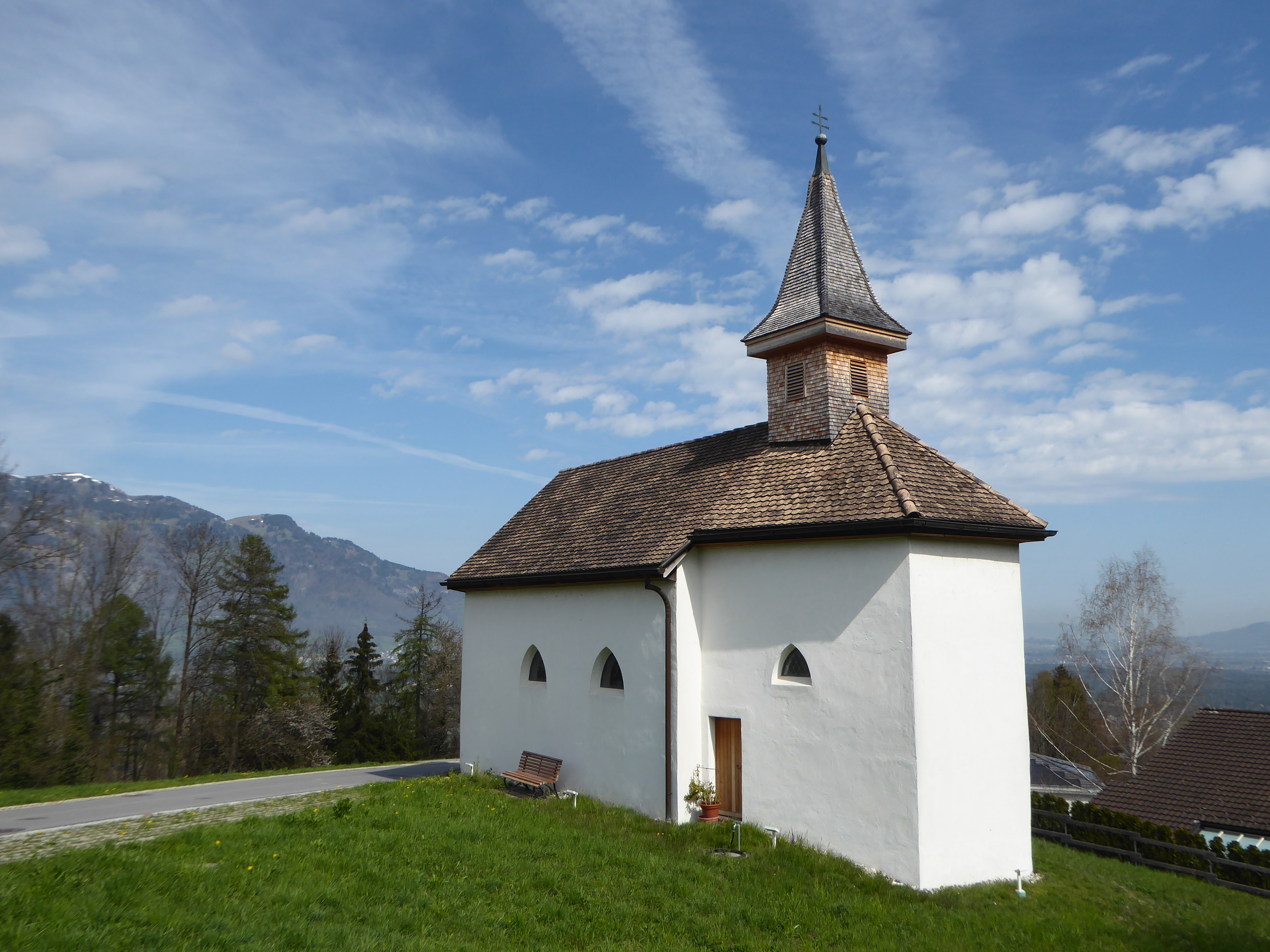
Kapelle St. Georg, Hinterschellenberg
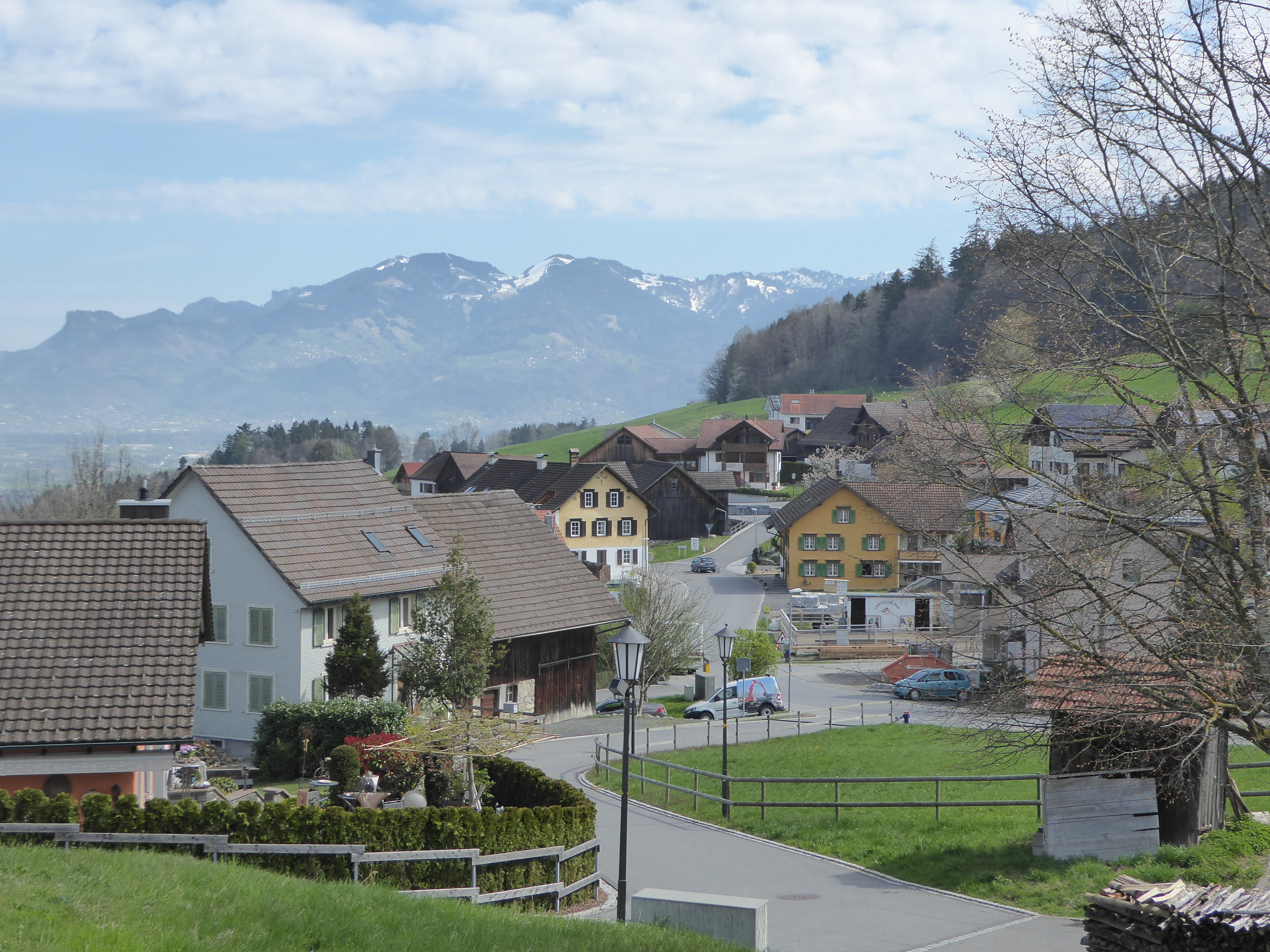
Hinterschellenberg
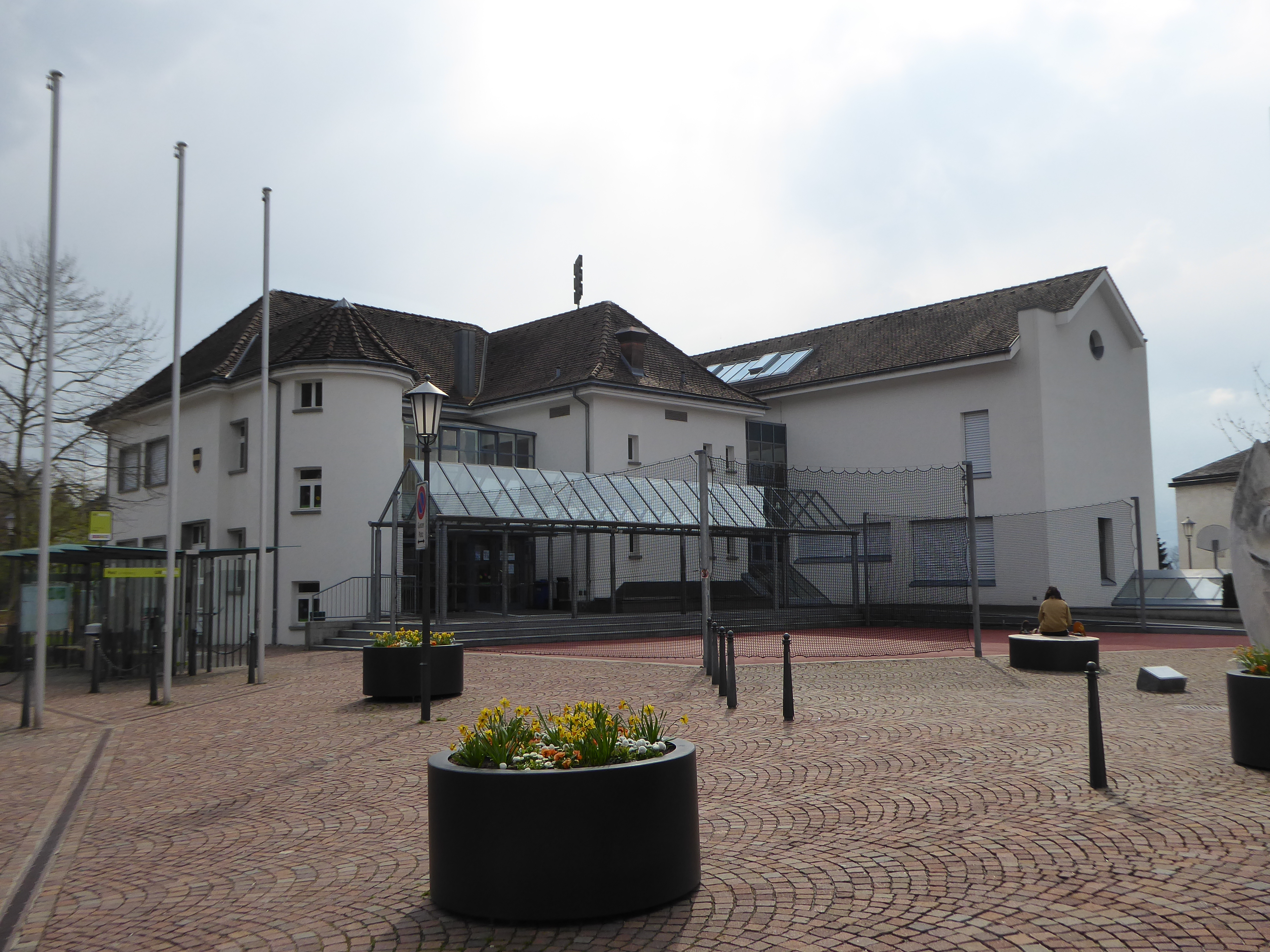
Gemeindeschule Schellenberg